# 長濱禰留
長濱禰留（日语：／ Nagahama Neru，1998年9月4日—）是日本女藝人，為女子偶像團體櫸坂46及平假名櫸坂46前成員，長崎縣長崎市出身，所屬經紀公司為FLaMme。2015年11月30日以「平假名櫸坂46」成員之名義出道，2017年9月24日起專任櫸坂46，之後於2019年7月30日自櫸坂46畢業。她在2017年推出的寫真集《這裡開始》為日本女性個人寫真集週榜銷量歷代第三位。

## 經歷

### 平假名櫸坂46
2015年11月30日，櫸坂46在東京電視台節目《櫸字、會寫嗎?》中宣佈長濱以「平假名櫸坂46」成員的身份加入櫸坂46，節目中透露她突破了多次審查，但是在最終審查當天被其母親帶返長崎，其父親見女兒嚎哭不停，便與營運商討，結果營運招待其一家前往福岡縣觀看乃木坂46的公演。其父母觀看了公演中播放的乃木坂46成員的父親的留言影片後，改變初衷，向營運提出希望能夠再次給長濱一次機會，營運鑑於她直至3次審查為止均有很高的評價，決定以「特例」的形式讓其加入櫸坂46，當時營運是讓長濱以「平假名櫸坂46」成員的名義加入櫸坂46。與此同時，營運也公佈了將會招募平假名櫸坂46第1期成員的消息。
2016年3月17日，長濱在東京國際論壇舉行的「櫸坂46 直播！出道倒數公演！」中首次演唱了自己的出道作品《沒能趕上的巴士》，由於歌詞與其際遇有共通之處，現場有支持者不禁流下眼淚。6月27日，櫸坂46在《櫸字、會寫嗎?》公佈第2張單曲《世界上只有愛》的選拔成員名單，長濱成為選拔成員，並且開始同時兼任平假名櫸坂46和漢字櫸（櫸坂46本團）之成員。10月28日，她在東京都赤坂BLITZ舉行的平假名櫸坂46的首次活動中，作為中心成員演唱了《沉默的多數》和《世界上只有愛》。12月31日舉行的第67回NHK紅白歌合戰中，長濱本身並沒有演唱《沉默的多數》，但是作為特別演出，安排了她在當日也一同獻唱歌曲。
2017年2月28日，收錄於AKB48第47張單曲《Shoot Sign》的坂道AKB歌曲《你最愛的 是誰？》的音樂錄影帶正式公開，長濱與今泉佑唯、菅井友香、平手友梨奈、渡邊梨加和渡邊理佐，作為櫸坂46的代表一同演唱此曲。3月28日，《不協和音》的收錄曲《W-KEYAKIZAKA之詩》的音樂錄影帶公開，在其中一幕中，成員米谷奈奈未迎接站在巴士站長濱，牽著手回到成員原來的隊列，讓一些支持者回想起在日本電視台節目《KEYABINGO!》環節「KEYAROOM」中長濱收到米谷的信時泣不成聲的一幕。6月7日，她在文化放送節目《RECOMMEN!》每年一度舉行的「女性偶像只看樣貌總選舉」中，獲選為第18位，櫸坂46來說則是第3位。6月24日，櫸坂46的首張專輯《抹黑純真》的收錄內容正式公開，其中收錄了長濱的獨唱曲《等待百年》。

### 櫸坂46專任時期
2017年9月25日，原來兼任平假名櫸坂46和漢字櫸的長濱在第5張單曲《就算風吹》開始專任漢字櫸，與此同時平假名櫸坂46原本預定主演電視劇《Re:Mind》，由於受到解除兼任的影響，長濱也將不會出演。10月11日，講談社公佈將會替長濱推出寫真集，由細居幸次郎擔任攝影師，拍攝場地是五島列島。11月6日，長濱的寫真集名稱正式公佈為《這裡開始》，其中也首次收錄了泳裝照，寫真集初版發行數量為12萬冊，是當時坂道系列歷來最多。12月28日，首週以9.8萬的銷量取得Oricon公信榜週榜寫真集部門第1位，僅次於同年2月發發售的乃木坂46成員白石麻衣的寫真集《白石麻衣寫真集 PASSPORT》（10.4萬），成為女性個人寫真集首周銷量歷代第2位，現在則名列女性個人寫真集週榜銷量歷代第3位。
2018年2月24日，她出席長崎燈會，並且扮演皇后，與扮演皇帝的長崎大學校長河野茂一同參與皇帝巡遊，當天她亦獲任命為長崎市觀光大使。3月2日，收錄於AKB48第51張單曲《Ja-Ba-Ja》的坂道AKB歌曲《無國境時代》的音樂錄影帶正式公開，由長濱擔任中心成員。3月10日，她接替平手友梨奈擔任日本放送節目《櫸坂46 這裡是有樂町星空放送局》的主持人。3月30日，她與成員今泉佑唯、小林由依一同出席了在千葉海洋球場舉行的日本職棒開幕戰（千葉羅德海洋對東北樂天金鷲）的始球式。4月19日，長崎市政府發現有人將免費派發，且發行數量達16萬冊，封面為長濱的長崎市宣傳雜誌放上競拍網站。6月8日，她獲頒發「第三屆 九州魅力發掘大獎」的特別獎，這是由於不少支持者看了其寫真集後，前往了拍攝場地五島列島朝聖，促進了當地的觀光業，她以前居住的奈良尾地區的年青人甚至製作了長濱地圖來介紹當地。6月16日，日本電視台宣佈推出特別電視劇《再見七夕，還有一天》，由長濱主演。6月30日，由長濱所摺且有其簽名的紙鶴，在長崎原爆資料館與長崎市長田上富久的和平宣言一同放在同一個箱子內展示，這是繼美國總統巴拉克·奧巴馬以來，再次有名人摺的紙鶴在該館對外展示。7月7日，她出席了在千葉縣幕張展覽館舉行的「LIVE MONSTER LIVE」公演，以一晚限定的形式再次與平假名櫸坂46再次同台表演。7月30日，NHK宣佈推出以長濱冠名的節目《NeruHK ON LINE!》，這是她在NHK的首個冠名節目。8月16日，長濱開設了期間限定的個人Twitter和Instagram帳號，這是櫸坂46內首次有成員開設個人SNS帳號。8月25日，「AGA頭髮診所」的廣告開始播放，這是她首次單獨出演的廣告。9月11日，她出演電視劇《戀上白玉》，這是她首次參演NHK的電視劇。12月12日，她獨自擔任日本放送節目《All Night Nippon》的主持人，這是繼乃木坂46成員西野七瀨和櫸坂46成員平手友梨奈後，再次由坂道系列成員出任。2019年1月11日，長濱在日本放送假日特備節目《櫸坂46長濱禰留 二十歲的一曲》中擔任主持人。1月17日，她以前居住的奈良尾地區的居民再次製作了長濱地圖來介紹當地。

### 自櫸坂46畢業
2019年3月7日，她在官方網誌宣佈將從櫸坂46畢業，但並未表示是否會繼續留在演藝圈，及後於7月15日在官方網誌宣佈其畢業日期是7月30日，並且在7月30日於幕張展覽館舉辦名為「傳達滿滿感謝的一天」（ありがとうをめいっぱい伝える日）的活動後畢業，在當晚凌晨則出席日本放送的特別節目《長濱禰留的All Night Nippon》剖白心聲，表示希望經營素麵店「SO_Neru」，然而並沒有表明是否退出演藝界。

### 個人發展
2020年7月7日，長濱重回演藝界，並擔任關西電視台節目《7RULES》的主持人。同日，開設個人官方網站和官方Twitter帳號。10月17日，開設個人Instagram帳號。
2023年3月25日，開設官方粉絲俱樂部。
2025年7月15日，發行第二本個人寫真集。8月5日，宣布離開隸屬於10年的經紀公司Seed & Flower，加入FLaMme。

## 個人生活
長濱在小學高年級時開始對偶像感興趣，最初是AKB48的支持者，當時相當喜歡由她們主演的電視劇《馬路須加學園》和單曲《馬尾與髮圈》，並且由於是電腦部的成員，她那時候一直都在看AKB48的影片。中二的時候，她聽了《來吧Shampoo》而成為了乃木坂46的支持者，其中對乃木坂46歌曲的歌詞尤其感受深刻，有段時期她連聽她們的歌曲時都會哭泣。她參加櫸坂46徵選的原因是希望前往一個無人認識自己的世界，雖然也曾考慮過留學，但是覺得加入乃木坂46集團的話也很不錯。另外，她尚未加入櫸坂46之前就讀於長崎縣立長崎西高等學校，曾經代表學校出戰全國高等學校問答選手大會的長崎縣決賽，中學時是羽毛球部，高中則是烹飪部和手工部。
長濱的暱稱是Neru（ねる）。其本名在日語中有睡覺的意思，其母在替其取名時，希望使用字，按五十音拼湊後覺得最好，也蘊含了「構思」（考えを練る）的意思。她在3歲至7歲時居於長崎縣五島列島的中通島奈良尾，小二時才搬回長崎市，中學一年級和二年級的時候分別在韓國和美國寄宿。另外，她分別有一個大7歲的姐姐和大5歲的哥哥。
她支持的乃木坂46成員是伊藤萬理華，徵選唱的歌曲是伊藤萬理華的獨唱曲《Marikka'17》。由於較遲加入，所以初期對其他成員也是說敬語，而她在意的櫸坂46成員是長澤菜菜香，平假名櫸坂46成員則是柿崎芽實。與成員齋藤冬優花則是親友，曾經與其一同回到長崎的老家。另外，她亦是日向坂46成員丹生明里、濱岸日和、渡邊美穗和小坂菜緒支持的成員。如果長濱自己是男性的話，想讓其成為自己女朋友的成員是齊藤京子和志田愛佳。喜愛的乃木坂46的打歌服是《當出生時》。
她喜歡的女演員是高畑充希，喜歡的搞笑藝人是千鳥。她愛看的電影是和《魔髮奇緣》，愛看的電視節目是東京電視台的《跟拍到你家》和《將車借給你》。她喜歡的科目是數學，擅長的科目是英文，不擅長的是世界史。她愛聽的音樂是西方音樂和迪士尼，喜歡的歌曲是柚子的《空白》，第一次買的CD則是的原聲帶。她喜歡的作家是西加奈子和朝井遼。她愛吃炭火燒雞肉，討厭吃什錦燒。
她的興趣是獨自去陌生的地方、逛二手服裝店，特長是模仿酷聖石的店員、猿腕（像猴子一樣郁動雙臂）、騎獨輪車。座右銘是「儲運氣來用」（運をためて、使う）。夢想是會說五種語言。
她與女子組合Fairies前成員林田真尋和Dream5前成員大原優乃有私交。另外，日本職棒球隊歐力士野牛投手田嶋大樹則是長濱的支持者。

## 作品
櫸坂46選拔
| 歌曲         | 發售日期       | 參考   |
| ------------ | -------------- | ------ |
| 單曲         |                |        |
| 世界上只有愛 | 2016年8月10日  | [ 80 ] |
| 兩人季節     | 2016年11月30日 | [ 81 ] |
| 不協和音     | 2017年4月5日   | [ 82 ] |
| 就算風吹     | 2017年10月25日 | [ 83 ] |
| 打破玻璃！   | 2018年3月7日   | [ 84 ] |
| 矛盾心理     | 2018年8月15日  | [ 85 ] |
| 黑羊         | 2019年2月27日  | [ 86 ] |
| 音樂專輯     |                |        |
| 抹黑純真     | 2017年7月19日  | [ 87 ] |

坂道AKB
- 你最愛的 是誰？（2017年3月15日）[12]
- 無國境時代（2018年3月14日）[23]

## 出演

### 電視劇
- 誰殺了德山大五郎？（2016年7月17日－10月2日，東京電視台） - 飾演 長濱禰留[88]
- 殘酷的觀眾們（2017年5月18日－7月20日，日本電視台） - 飾演 永嶺Miko[89]
- 再見七夕，還有一天（2018年7月8日〈7日深夜〉、15日〈14日深夜〉，日本電視台） - 主演，飾演 禰留[29]
- 戀上白玉（日语：かんざらしに恋して）（2019年2月6日，NHK BS Premium）- 飾演 保科舞香[35]
- 警視廳局外人（2023年1月5日－3月2日，朝日電視台） - 飾演 米光麻紀[90]
- 我們假結婚吧（2023年7月11日－9月26日，關西電視台） - 飾演 千堂八重（女主角）[91]
- 院內警察（2024年1月12日－3月22日，富士電視台） - 飾演 川本響子[92]
- 366日（2024年4月8日－6月17日，富士電視台） - 飾演 下田莉子[93]
- 磯部磯兵衛物語～浮世多辛苦～（2024年7月12日－9月13日，WOWOW） - 飾演 糰子店看板娘（女主角）[94]
- 若草物語 -戀愛姐妹與無法戀愛的我-（2024年10月6日－12月15日，日本電視台） - 飾演 町田衿[95]
- Ensemble（2025年1月18日－3月22日，日本電視台） - 飾演 園部こずえ[96]

### 電視動畫
- Animation x Paralympic：誰是你的英雄？（2024年8月16日，NHK BS） - 飾演 河田心櫻[97]

### 電視節目
- NeruHK ON LINE!（2018年8月7日、8月14日，NHK綜合頻道）- 主持人[32]
- 7RULES（日语：セブンルール）（2020年7月7日－2023年3月28日，關西電視台）- 主持人[43]
- legato ～旅行的音樂工作室～（日语：legato 〜旅する音楽スタジオ〜）（2020年12月21日 / 2021年1月30日 - 2023年2月25日，MUSIC ON! TV（日语：MUSIC ON! TV）） - 常規主持人[98]
- news zero（日本電視台） - 助理主持，使用「搭檔」（パートナー）頭銜
  - 週五搭檔（2023年6月2日 - 30日）[99]
  - 週二搭檔（2024年10月1日 - ）[100]
- ゆたかな食の未来をさがして（2024年11月3日 - ，TBS電視台） - 旅人/ナレーション[101]。

### 電台
- billboard JAPAN HOT100 COUNTDOWN（日语：billboard JAPAN HOT100 COUNTDOWN）（2018年3月3日、11月3日、2019年2月9日，日本放送） - 準常規成員[102]
- 櫸坂46 這裡是有樂町星空放送局（2018年3月10日－2019年3月30日，日本放送） - 第二任主持人
- 長濱禰留的All Night Nippon（2019年7月31日，日本放送） - 主持人[41]
- POP OF THE WORLD（日语：POP OF THE WORLD）（J-WAVE）
  - 2020年12月5日：代班主持[103]
  - 2021年4月3日 - 2022年3月26日：與哈利杉山（日语：ハリー杉山）雙主持[104]
- NTT Group BIBLIOTHECA ～THE WEEKEND LIBRARY～（日语：NTT Group BIBLIOTHECA 〜THE WEEKEND LIBRARY〜）（2022年4月2日 - ，J-WAVE） - 與山口周（日语：山口周）雙主持

### 活動
- 長崎燈會（2018年2月24日，長崎縣長崎市） - 飾演皇后[22]。
- LIVE MONSTER LIVE 2018（2018年7月7日，幕張展覽館） - 七夕特別嘉賓[29]。

### 廣告
- AGA頭髮診所（2018年8月25日－）[34]

## 書籍

### 寫真集
- 這裡開始（ここから；2017年12月19日，講談社發行）[105]
- 長濱ねる（2025年7月15日，講談社）[106][107]

### 雜誌連載
- BRODY（日语：BRODY）（2016年10月號－2017年8月號，白夜書房（日语：白夜書房））- 專欄「道之進」（道のすゝめ）[108]
- DA VINCI（日语：ダ・ヴィンチ (雑誌)）（2020年9月4日－2023年6月6日，KADOKAWA）- 黃昏的午睡（夕暮れの昼寝）[109]
- with（2021年5月28日－2022年3月28日，講談社）- HAJINERU SDGs[110]

### 隨筆集
- 漂蕩（；2023年9月1日，KADOKAWA）[111][112]

### 網絡連載
- FRaUweb（2022年7月11日－，講談社）-  tsuNagERU SDGs[113]

### 註解
1. ↑  经特别程序在櫸坂46成立后加入
2. ↑  另外，也有譯作長濱寧琉[5]。
3. ↑  另外，她也表示過想當機場的地勤人員，參加徵選是為了打破自己，多於想當偶像[53]。

## 外部鏈結
- FLaMme個人介紹頁（日語）
- Seed & Flower所屬時的官方網站（2020年7月7日－2025年8月5日）（日語）
- 官方粉絲俱樂部 （页面存档备份，存于）（日語）
- 長濱禰留的Instagram帳戶（日語）
- 长滨祢留及其团队的X（前Twitter）（日語）
- 長濱ねる2nd写真集官方的X（前Twitter）（日語）

櫸坂46时期
- 櫸坂46官網個人介紹頁（日語）
- 官方部落格（2015年12月1日－2019年7月31日）（日語）
- 長濱禰留（櫸坂46）的SHOWROOM專頁（日語）
- 長濱ねる1st寫真集《這裡開始》【公式】的X（前Twitter）（2017年10月11日－）（日語）
- YouTube上的坂道合同オーディションCM　長濱ねる(欅坂46)編（2018年6月23日－）（日語）
- 長濱ねる@料金表子的X（前Twitter）（2018年8月15日－2019年7月31日）
- 長濱ねる@料金表子的Instagram帳戶（2018年8月15日－2019年7月31日）